# Игнациј Јан Падеревски
Игнациј Јан Падеревски (пољски: ; 18. новембар 1860 – 29. јун 1941) био је пољски пијаниста, композитор и политичар који је постао један од лидера борбе за пољску независност. Године 1919. постао је премијер и министар иностраних послова Пољске. Током трајања мандата потписао је Версајски споразум, којим је окончан Први светски рат.
Миљеник концертне публике широм света, његова музичка слава отворила је приступ дипломатији и медијима, као и статус слободног зидара и оногућила добротворни рад његове друге супруге Хелене Падеревске. Током Првог светског рата, Падеревски се залагао за независну Пољску, укључујући обилазак Сједињених Држава, где се састао са председником Вудроом Вилсоном, који је дошао да подржи стварање независне Пољске у својим Четрнаест тачака на Париској мировној конференцији 1919. до Версајског уговора.
Убрзо након оставке на функцију, Падеревски је наставио своју концертну каријеру да би повратио финансије и ретко је посећивао политички хаотичну Пољску након тога, последњи пут 1924.

## Младост, брак и образовање
Падеревски је рођен у пољској породици у селу Куриловка, у губернији Подоље у Пољској. Село је сада део Хмиљничког округа Вињичке области у Украјини  Његов отац, Јан Падеревски, управљао је великим имањима. Његова мајка, Поликсена, рођена Новицка, умрла је неколико месеци након рођења Падеревског. Одгајали су га углавном далеки рођаци.
Од раног детињства, Падеревски је био заинтересован за музику. У почетку је живео на приватном имању у близини Житомира, где се преселио са оцем. Међутим, убрзо након очевог хапшења у вези са Јануарским устанком (1863), усвојила га је тетка. Након што је пуштен, отац Падеревског се поново оженио и преселио се у град Судилков, близу Шепетовке.
У почетку, Падеревски је ишао на часове клавира код приватног учитеља. Са 12 година, 1872. године, одлази у Варшаву и бива примељен на Варшавски конзерваторијум. По дипломирању 1878. постао је учитељ клавира у на матичном факултету. Године 1880. Падеревски се оженио колегиницом са конзерваторијума, Антонином Корсаковном. Следеће године, њихов син Алфред рођен је тешко хендикепиран. Антонина се никада није опоравила од порођаја и умрла је неколико недеља касније. Падеревски је одлучио да се посвети музици и оставио сина на бригу пријатељима, а 1881. је отишао у Берлин да студира музичку композицију код Фридриха Кила и Хајнриха Урбана.
Случајним сусретом 1884. са познатом пољском глумицом Хеленом Моџејевском започео је каријеру виртуозног пијанисте. Моџејевска је организовала јавни концерт и заједнички наступ у краковском хотелу Саски како би прикупила средства за даље студије клавира Падеревског. План је био огроман успех и Падеревски се убрзо преселио у Беч, где је учио код Теодора Лешетицког (Теодор Лешетицки). Оженио се другом супругом, Хеленом Падеревском (рођеном фон Розен) (1856–1934), убрзо након што је она добила поништење претходног брака, 31. маја 1899. Иако се раније бринула о његовом сину Алфреду (1880–1901), нису имали деце.

## Пијаниста, композитор и мецена младих композитора
После три године марљивог учења и предавача у Стразбуру који је Лешетицки организовао, Падеревски је дебитовао на концерту у Бечу 1887. Убрзо је стекао велику популарност и имао успехе у Паризу 1889. и у Лондону 1890. године. Публика је на његову бриљантну игру одговорила исказима дивљења. Године 1891. Падеревски је поновио своје тријумфе на америчкој турнеји; обилазио би земљу више од 30 пута у наредних пет деценија и то ће му постати други дом. Његово сценско присуство, упечатљив изглед и огромна харизма допринели су сценском успеху, што се касније показало важним у његовом политичком и добротворном деловању. Његово име постало је синоним за највиши ниво клавирске виртуозности. Међутим, нису сви били подједнако импресионирани. Након што је први пут чуо Падеревског, Мориз Розентал је рекао: „Да, он свира добро, претпостављам, али он није Падеревски“.
Падеревски је одржавао брз темпо турнеја и композиције, укључујући многе сопствене клавирске композиције на својим концертима. Написао је и оперу Манру, која је још увек једина опера пољског композитора која је икада изведена у 135-годишњој историји Метрополитен опере. „Лирска драма“ Манру је амбициозно дело које је формално инспирисано Вагнеровим музичким драмама. Делу недостају увертира и арије затворене форме, али користи Вагнеров начин лајтмотива да представи ликове и идеје. Прича се усредсређује на љубавни троугао, друштвену неједнакост и расне предрасуде (Манру је Ром), а радња је смештена у планине Татре. Поред Мета, Манру је постављен у Дрездену (приватно извођење за племство), Лавову (званична премијера 1901), Прагу, Келну, Цириху, Варшави, Филаделфији, Бостону, Чикагу, Питсбургу и Балтимору, Москви, и Кијев. Године 1904. Падеревски је, у пратњи своје друге супруге, пратње, папагаја одржао концерте у Аустралији и Новом Зеланду у сарадњи са пољско-француским композитором Анријем Ковалским. Падеревски је неуморно гостовао широм света и био је први који је одржао соло наступ у новом Карнеги холу са 3.000 места. Године 1909. изведена је премијера његове Симфоније у б-молу „Полонија“, огромног дела у трајању од 75 минута. Композиције Падеревског биле су прилично популарне за његовог живота и једно време су улазиле у оркестарски репертоар, посебно његова Fantaisie polonaise sur des thèmes originaux (Пољска фантазија на оригиналне теме) за клавир и оркестар, Концерт за клавир у а-молу и Полонска симфонија. Његове клавирске минијатуре постале су посебно популарне; Менует у Г-дуру, оп. 14 бр. 1, написана у Моцартовом стилу, постала је једна од најпризнатијих клавирских мелодија свих времена. Упркос свом немилосрдном распореду турнеја и његовим политичким и добротворним ангажманима, Падеревски је оставио преко 70 оркестарских, инструменталних и вокалних дела.
Сва његова дела евоцирају романтичну слику Пољске. Укључују референце на пољске плесове (полонеза, краковјак и мазурка) и горштачку музику (Албум Татра [Албум татрзанские], оп. 12, Пољски плесови [Танце полские], оп. 5). Љубав Падеревског према својој земљи огледа се у насловима његових композиција (Пољска фантазија [Фантазја полска], оп. 19 и симфонија у б-молу „Полонија,” која укључује цитат из Мазурке (Мазурек Дабровскиего) Добровског), теме (Манру), и музичке поставке цитата пољских песника (нпр. Асника и Мицкјевича).

## Филантропија
Године 1896. Падеревски је донирао 10.000 америчких долара за оснивање фонда за подстицање композитора рођених у Америци. Фонд је учествовао у трогодишњем конкурсу који је почео 1901. године и установио Награду падеревски. Он је такође покренуо слично такмичење у Лајпцигу 1898. године. Био је толико популаран на међународном нивоу да је музички дуо The Two Bobs имао хит песму из 1916. широм Британије When Paderewski Plays. Био је миљеник концертне публике широм света; жене су се посебно дивиле његовим наступима.
До краја века, Падеревски је био изузетно богат човек и великодушно је донирао бројне сврхе и добротворне организације и спонзорисао споменике, међу којима је Вашингтонски лук, у Њујорку, 1892. Падеревски је великодушно донирао своје богатство сународницима, као и грађанима и фондацијама из целог света. Основао је фондацију за младе америчке музичаре и студенте Универзитета Станфорд (1896), другу на Паришком конзерваторијуму (1909), још један фонд за стипендирање на Ecole Normale (1924), финансирао је студенте Московског конзерваторијума и Петербуршког конзерваторијума ( 1899) као и бање у Алпима (1928), за Британску легију. Током Велике депресије, Падеревски је подржавао незапослене музичаре у Сједињеним Државама (1932) и Швајцарској 1937. Такође је јавно подржао фонд осигурања за музичаре у Лондону (1933) и помагао јеврејске интелектуалце у Паризу (1933). Подржавао је сиротишта и породилиште у Њујорку. Само неколико концертних дворана и споменика које је спонзорисао Падеревски укључивало је споменике Дебисија (1931) и Едуарда Колона (1923) у Паризу, Споменик Листу у Вајмару, споменик Бетовену у Бону, споменик Шопену у Желазови Воли (место рођења композитора Косчија Монка) у Чикагу и Вашингтон Арч у Њујорку.

## Калифорнија
Године 1913. Падеревски се настанио у Сједињеним Државама. Уочи Првог светског рата и на врхунцу своје славе, Падеревски је купио имање од 2.000 acres (810 ha), Ранч Светог Игнација, близу Пасо Роблеса, у округу Сан Луис Обиспо, у региону Централне обале Калифорније. Деценију касније, засадио је винову лозу на имању у Калифорнији. Када је лоза сазрела, грожђе је прерађено у вино у оближњој винарији Јорк Моунтаин, која је, као што је и сада, била једна од најпознатијих винарија између Лос Анђелеса и Сан Франциска.

## Политичар и дипломата
Године 1910. Падеревски је финансирао Грунвалдски споменик у Кракову у знак сећања на 500. годишњицу битке код Грунвалда. Откривање споменика довело је до великих патриотских демонстрација. У обраћању окупљеној гомили, Падеревски се показао вештим у привлачењу људи за политичкр ставове које је заступао. Његовим страственим говорима нису имали претходно написани текст или белешке. Статус Падеревског као уметника и филантропа, а не као члана било које од многих пољских политичких фракција, постао је једно од његових највећих предности и омогућио му је да се издвоји ван политичких препирки, и да без притисака позитива на више идеале јединства, жртвовања, доброчинства и раде за заједничке циљеве.
У Првом светском рату, Падеревски је постао активан члан пољског националног комитета у Паризу, који је убрзо прихваћен од Тројне Антанте као представника снага које покушавају да створе државу Пољску. Падеревски је постао портпарол комитета, а убрзо су он и његова супруга основали и друге, укључујући Пољски фонд за помоћ у Лондону и Друштво белог крста у Сједињеним Државама. Падеревски је упознао енглеског композитора Едварда Елгара, који је користио тему из Фантазије Полонезе Падеревског у свом делу Полонија написаном за концерт у Лондону 6. јула 1916.
Падеревски је позивао своје колеге пољске имигранте да се придруже пољским оружаним снагама у Француској, и притискао је све угледние и утицајне људе којима је имао приступ. Он се директно обраћао Американцима у јавним говорима и на радију апелујући на њих да се сете судбине његове нације. Водио је захтеван распоред јавних наступа, прикупљања средстава и састанака да је на неколико година потпуно прекинуо музичке турнеје, уместо тога посветио се дипломатској делатности. Уочи америчког уласка у рат, јануара 1917. године, главни саветник америчког председника Вудроа Вилсона, пуковник Хаус, обратио се Падеревском да припреми меморандум о пољском питању. Две недеље касније, Вилсон је говорио пред Конгресом и оспоравао статус кво: „Схватам здраво за готово да се државници свуда слажу да треба да постоји уједињена, независна, аутономна Пољска. Оснивање „Нове Пољске“ постало је једна од Вилсонових чувених четрнаест тачака, принципа које је Вилсон следио током мировних преговора о окончању Првог светског рата. У априлу 1918, Падеревски се састао у Њујорку са лидерима Америчког јеврејског комитета у неуспешном покушају посредовања у договору у којем би организоване јеврејске групе подржале пољске територијалне амбиције, у замену за подршку једнаким правима. Међутим, убрзо је постало јасно да ниједан план неће задовољити и јеврејске вође и Романа Дмовског, шефа пољског националног комитета, који је био изразито антисемитски настројен.
На крају рата, са још неодлучном судбином града Познања и читавог региона Велике Пољске (Виелкополска), Падеревски је посетио Познањ. После одржаног говора 27. децембра 1918. године, пољски становници града дигли су војни устанак против Немачке, Великопољски устанак.
Године 1919, у новоформираној Пољској, Пилсудски, који је био шеф државе, именовао је Падеревског за премијера Пољске и министра иностраних послова Пољске (јануар 1919 – децембар 1919). Он и Дмовски су представљали Пољску на Париској мировној конференцији 1919. и бавили се питањима у вези са територијалним захтевима и правима мањина. Потписао је Версајски споразум којим је призната пољска независност стечена после Првог светског рата. Период Падеревског у влади имао је извесна достигнућа током својих десет месеци: демократске изборе за парламент, ратификацију Версајског уговора, законодавство о заштити етничких мањина у новој држави и успостављање система јавног образовања. Али Падеревски се „показао као лош администратор и лошији политичар“ и поднео је оставку на владу у децембру 1919, пошто је добио критику због своје уочене подложности западним силама. Након оставке, Падеревски је наставио да представља Пољску у иностранству 1920. на захтев свог наследника на месту премијера, Владислава Грабског, на Банској конференцији, када је Пољској претио пољско-совјетски рат; међутим успех Пилсудског у Варшавској бици касније те године учинио је ове преговоре сувишним и стао на крај надама Падеревског да ће поново преузети функцију.

## Повратак музици
Године 1922. Падеревски се повукао из политике и вратио музичком животу. Његов први концерт после дуге паузе, одржан у Карнеги холу, постигао је значајан успех. Такође је напунио Медисон Сквер Гарден (20.000 места) и обилазио Сједињене Државе у приватном железничком вагону.
Године 1897, Падеревски је купио дворац бивше војвоткиње од Отранте у близини Моргеса, Швајцарска, где се одмарао између концертних турнеја. Након државног удара 1926. године, Падеревски је постао активан члан опозиције власти Санацја. Године 1936, две године након смрти његове друге жене у њиховој кући у Швајцарској, коалиција чланова опозиције се састала у вили и добила надимак Фронт Моргес, по селу.
До 1936. Падеревски је пристао да се појави у филму који је приказивао његов таленат и уметност. Иако је предлог стигао док је ожалошћени Падеревски избегавао јавне наступе, филмски пројекат је напредовао. Постао је запажен, пре свега, по ретким снимцима његовог наступа на клавиру. Прогнани немачки редитељ Лотар Мендес режирао је филм, који је објављен у Британији као Месечева соната 1937. године и преименован за дистрибуцију у САД 1943. године.
Новембра 1937. Падеревски је пристао да узме још једног студента клавира. Музичар је био Витолд Маłцузински, који је освојио треће место на Међународном пијанистичком такмичењу Шопен.

## Повратак у јавни живот
После инвазије на Пољску 1939. Падеревски се вратио у јавни живот. Године 1940. постао је шеф Националног савета Пољске, пољског сејма (парламента) у егзилу у Лондону. Поново се обратио Америци за помоћ и његов пренос је преносило преко 100 радио станица у Сједињеним Државама и Канади. Лично се залагао за помоћ Европи и пораз нацизма. Године 1941. Падеревски је био сведок дирљивог одавања почасти његовој уметности и хуманитарном раду; амерички градови славили су 50. годишњицу његове прве америчке турнеје тако што су организовали Недељу Падеревског, са преко 6000 концерата у његову част. Тада 80-годишњи уметник је такође поново покренуо Пољски фонд за помоћ и одржао неколико концерата како би прикупио новац. Међутим, његово ментално стање је ослабило, тако да је одбио је свира концерт у Медисон Сквер Гардену инсистирајући да је већ одсвирао концерт; вероватно се сећао концерата који је тамо свирао 1920-их.

## Смрт и наслеђе
Падеревски се разболео на турнеји 27. јуна 1941. Лекари су му дијагностиковали упалу плућа. Упркос знацима побољшања здравља и опоравка, Падеревски је преминуо у Њујорку у 11:00 увече, 29. јуна, са 80 година. Привремено је положен у крипту на националном гробљу Арлингтон, у Арлингтону, Вирџинија, близу Вашингтона, упркос анегдотским причама да је желео да буде сахрањен у близини своје друге жене и сина у Француској. Током 1992. године, по краху комунизма у Пољској, његови посмртни остаци су пренети у Варшаву, у Архикатедралу Светог Јована. Његово срце је уметено у бронзану скулптуру у Националном храму Госпе од Ченстохове у близини Дојлстауна, Пенсилванија.
Почетком 1941. музички издавач Boosey & Hawkes позвао је 17 истакнутих композитора да приложе по једну соло клавирску композицију за албум у знак сећања на 50. годишњицу дебија Падеревског у Америци 1891. године. То је постало постхумно признање целом животу и раду Падеревског, Омаж Падеревском (1942). Такође, Хелена Падеревска је припремила мемоаре о политичким активностима свог супруга између 1910. и 1920. чије издање није објављено током живота њега или супруге, али га је открио архивиста Хувер института 2015. и потом објавио.

### Музејске поставке
Пољски музеј Америке у Чикагу добио је донацију његових личних ствари након смрти у јуну 1941. године. И Игнациј Падеревски и његова сестра Антонина Падеревска Вилконска били су ентузијастичне присталице и великодушни спонзори Музеја. Антонина, извршилац Игнацијевог тестамента, одлучила је да личне ствари поклони Музеју, као и артефакте из свог стана у Њујорку. Простор је званично отворен 3. новембра 1941. године. Још један музеј у његову част постоји у Моргесу, у Швајцарској, иако је вила Падеревског срушена 1965. године.

### Споменице и почасти
Године 1948. основана је Фондација Игнаци Падеревски у Њујорку, на иницијативу тамошње пољске заједнице са циљем промоције пољске културе у Сједињеним Државама. Две друге пољско-америчке организације такође су именоване у његову част и посвећене су промовисању наслеђа маеестра: Удружење Падеревског у Чикагу као и Музичко друштво Падеревског у Јужној Калифорнији.
У песми Ирвинга Берлина „Волим клавир“, коју је 1916. снимио Били Мареј, наратор спомиње Падересвког.
Његова необична комбинација пијанисте светске класе и успешног политичара натерала је Саула Крипкеа да спомиње у чувеном филозофском примеру у свом чланку „Загонетка о веровању“. Падеревски је био толико познат да у филму 5.000 прстију др Т из 1953. године, који је написао Теодор Сеусс Геисел, познатији као др Сус, професор клавира Тервилликер говори својим ученицима да ће од њих направити Падеревског.
Два музичка фестивала у част Падеревског обележавају се у Сједињеним Државама, оба у новембру. Први Падеревски фестивал одржава се сваке године од 1993. године у Пасо Роблесу у Калифорнији . Други фестивал Падеревског – Роли одржава се од 2014. године у Ролију, Северна Каролина.
Фасаду Сале Белог орла у Џерси Ситију, Њу Џерси, красе бисте пољских хероја Игнација Јана Падеревског, Казимира Пуласког, Тадеуша Кошћушка и Хенрика Сјенкијевича.

### Почасти и награде
Музичка академија у Познању носи име Падеревског, а многи већи градови у Пољској имају улице и школе назване по Падеревском. По њему су назване и улице у Перт Амбоју у Њу Џерсију и Бафалу у Њујорку. Поред тога, од 1960. Падеревски има звезду на холивудској стази славних у Лос Анђелесу.
- Орден белог орла (Пољска, 1921)[40]
- Орден Virtuti Militari, Сребрни крст (постхумно) (Пољска, 1941)[41]
- Орден Полонија Реститута, Велики крст (Пољска, 1923)[42]
- Легија части, Велики крст, (Француска, 1929)[40][43]
- Орден круне, (Румунија, 1889)[44]
- Орден Алберта, (Саксонија, 1895)[44]
- Орден Светих Маврикија и Лазара (Италија, 1925)[43]
- Орден италијанске круне[45][46]
- Орден Карла III, (Шпанија, 1902)[43]
- Орден Леополда, (Белгија, 1924)
- Почасни витез Ордена Британског царства (Британско царство, 1925)
- Почасни докторати Лавовског универзитета (1912),[47] Универзитета Јејл (1917),[47] Јагелонског универзитета (1919), Оксфордског универзитета (1920),[47] Универзитета Колумбија (1922), Универзитета Јужне Калифорније (1923),[47] Универзитет Адама Мицкјевича у Познању (1924),[47] Универзитет у Глазгову (1925),[43] Универзитет Кембриџ (1926),[43] Универзитет у Варшави (1931),[47] Универзитет у Лозани ( 1933),[43] и Универзитет у Њујорку
- Почасни грађанин Лавова, 1912.
- Почасни грађанин Варшаве, 1919.
- Почасни грађанин Познања, 1920.[48]
- Почасни Studentenverbindung Patria
- Златна медаља Краљевског филхармонијског друштва
- Академски Златни ловор Пољске академије књижевности за беседништво
- Почасни члан Краљевске музичке академије, (Британско царство, 1892)[47]

Дана 8. октобра 1960. године, Министарство поште Сједињених Држава објавило је две марке у част Игнација Јана Падеревског. Пољска га је такође издала поштанс марке са његовим ликом у најмање три наврата.